# Claus Scholz
Claus Scholz (* 26. Juli 1979 in Herdecke, auch Clausi Cowski) ist ein deutscher Reality-TV-Teilnehmer. Bekannt wurde er ab 2006 als Darsteller in der Doku-Soap Ab ins Beet! des Senders VOX.

## Leben
Aufgewachsen ist Claus Scholz in Dortmund, wo er die Waldorfschule besuchte. Danach leistete er Zivildienst als Rettungssanitäter beim Deutschen Roten Kreuz in Dortmund. Zum Wintersemester 2002 begann er ein Studium der Biologie, das er 2012 mit einem Diplom abschloss.
Im Mai 2006 hatte Claus Scholz seinen ersten Auftritt in der Garten-Doku Ab ins Beet!, in der er als Hobbygärtner in der Kleingartenanlage „Friedlicher Nachbar“ in Bochum gezeigt wurde. Seitdem tritt er regelmäßig in der Serie auf. Seit 2015 ist er auch im Ableger Die Beet-Brüder zu sehen.
Erste Erfahrungen in der Veranstaltungsbranche machte Claus Scholz 2008, als er mit der Kunstfigur „Clausi Cowski“ mehrere Auftritte als Partyschlagersänger am Ballermann auf Mallorca hatte. Nach dem Ende seines Studiums gründete er das Unternehmen „Claus-i-Vent“ als Ein-Mann-Betrieb, um Veranstaltungen zu organisieren.
In der Serie Die Superchefs wurde ab Frühjahr 2012 Scholz bei seinen ersten Schritten ins „Event-Business“ gezeigt. 2014 war er bei Vox in der Reihe Das perfekte Promi-Dinner zu sehen.
Im Fernsehen ist Claus Scholz fast ausschließlich in Fußballtrikots zu sehen, die er nach eigenen Angaben sowohl in der Freizeit als auch zu Anzug trage und von denen er über 60 Exemplare habe. Bei vielen Fernsehauftritten wurde Scholz von seinem Freund Ralf Ender unterstützt.